# Campeonato Mundial de Badminton de 2015
O Campeonato Mundial de Badminton de 2015 foi a 22º edição do torneio realizado em Jacarta, Indonésia, de 10 de agosto a 16 de agosto de 2015. O campeonato foi realizado no Istora Senayan.

## Medalhistas
| Event             | Ouro                             | Prata                                     | Bronze                                    |
| ----------------- | -------------------------------- | ----------------------------------------- | ----------------------------------------- |
| Simples masculino | Chen Long                        | Lee Chong Wei                             | Kento Momota                              |
| Simples masculino | Chen Long                        | Lee Chong Wei                             | Jan Ø. Jørgensen                          |
| Simples feminino  | Carolina Marín                   | Saina Nehwal                              | Sung Ji-hyun                              |
| Simples feminino  | Carolina Marín                   | Saina Nehwal                              | Lindaweni Fanetri                         |
| Duplas masculinas | Mohammad Ahsan e Hendra Setiawan | Liu Xiaolong e Qiu Zihan                  | Lee Yong-dae e Yoo Yeon-seong             |
| Duplas masculinas | Mohammad Ahsan e Hendra Setiawan | Liu Xiaolong e Qiu Zihan                  | Hiroyuki Endo e Kenichi Hayakawa          |
| Duplas Femininas  | Tian Qing e Zhao Yunlei          | Christinna Pedersen e Kamilla Rytter Juhl | Nitya Krishinda Maheswari e Greysia Polii |
| Duplas Femininas  | Tian Qing e Zhao Yunlei          | Christinna Pedersen e Kamilla Rytter Juhl | Naoko Fukuman e Kurumi Yonao              |
| Duplas mistas     | Zhang Nan e Zhao Yunlei          | Liu Cheng e Bao Yixin                     | Tontowi Ahmad e Liliyana Natsir           |
| Duplas mistas     | Zhang Nan e Zhao Yunlei          | Liu Cheng e Bao Yixin                     | Xu Chen e Ma Jin                          |

## Quadro de Medalhas
| Ordem | País          | Medalha de ouro | Medalha de prata | Medalha de bronze | Total |
| ----- | ------------- | --------------- | ---------------- | ----------------- | ----- |
| 1     | China         | 3               | 2                | 1                 | 6     |
| 2     | Indonésia     | 1               | 0                | 3                 | 4     |
| 3     | Espanha       | 1               | 0                | 0                 | 1     |
| 4     | Dinamarca     | 0               | 1                | 1                 | 2     |
| 5     | Malásia       | 0               | 1                | 0                 | 1     |
| 5     | Índia         | 0               | 1                | 0                 | 1     |
| 6     | Japão         | 0               | 0                | 3                 | 3     |
| 7     | Coreia do Sul | 0               | 0                | 2                 | 2     |
| Total | Total         | 5               | 5                | 10                | 20    |